# Gémages
Gémages est une ancienne commune française, située dans le département de l'Orne en région Normandie, devenue le 1er janvier 2016 une commune déléguée au sein de la commune nouvelle de Val-au-Perche.
Elle est peuplée de 113 habitants.

## Géographie
La commune est au sud-ouest du Perche. Son bourg est à 7 km au nord-ouest du Theil, à 11 km au sud de Bellême, à 15 km au nord de La Ferté-Bernard, à 19 km à l'ouest de Nogent-le-Rotrou et à 25 km au sud-est de Mamers.
Gémages est traversée par la Coudre.
Le point culminant (211 m) se situe en limite est, dans le bois de Gémages. Le point le plus bas (103 m) correspond à la sortie de la Coudre du territoire, au sud.
| La Chapelle-Souëf          | La Chapelle-Souëf, Saint-Cyr-la-Rosière                             | Saint-Cyr-la-Rosière                                                                 |
| Saint-Germain-de-la-Coudre | Gémages                                                             | Saint-Cyr-la-Rosière                                                                 |
| Saint-Germain-de-la-Coudre | Saint-Germain-de-la-Coudre, Le Theil (comm. nouv. de Val-au-Perche) | L'Hermitière (comm. nouv. de Val-au-Perche), Le Theil (comm. nouv. de Val-au-Perche) |

## Toponymie
Le nom de la localité est attesté sous la forme Gamarziacas en 814 (polyptyque d’ Irminon « in villa quae dicitur Gamarziacas)[source insuffisante]. 
Avec réserve, René Lepelley avance une hypothèse sur la base du germanique apia, « cours d'eau », précédé d'un élément indéterminé Gem-. Dans ce cas, Gémages serait à rapprocher de Gamaches (ex. : Gamaches-en-Vexin, Gamapium en 707) dont le second élément est bien appia, appellatif hydronymique répandu dans le Nord-Ouest de l'Europe. L'évolution phonétique normale de la terminaison -appia aurait dû être -appe, aippe, comme dans Jemappe (Belgique, Gamapium en 1122, Gamapia en 1150) et Jemeppe.
L'hypothèse précédente est également contredite par la forme ancienne Gemmeticum citée au XVe siècle à propos de Gémages et qui est proche en revanche des formes anciennes de Jumièges (Seine-Maritime, Gemeticum, Gemedicum, époque mérovingienne), toponyme sans doute gaulois, que François de Beaurepaire interprète comme un radical gem-, de sens inconnu, suivi d'un double suffixe -at- / -et-icum. L'évolution phonétique en -age s'explique très bien par le suffixe -ATICU (-aticus /-um), elle est identique à celle rencontrée dans le mot sauvage, issu de SILVATICU (silvaticus) ou fromage de FORMATICU (formaticus).
Le gentilé est  Gémageois.

## Histoire
Le 1er janvier 2016, Gémages intègre avec cinq autres communes la commune de Val-au-Perche créée sous le régime juridique des communes nouvelles instauré par la loi no 2010-1563 du 16 décembre 2010 de réforme des collectivités territoriales. Les communes de Gémages, L'Hermitière, Mâle, La Rouge, Saint-Agnan-sur-Erre et Le Theil deviennent des communes déléguées et Le Theil est le chef-lieu de la commune nouvelle.

## Politique et administration
| Période                                  | Période       | Identité           | Étiquette | Qualité     |
| ---------------------------------------- | ------------- | ------------------ | --------- | ----------- |
| Les données manquantes sont à compléter. |               |                    |           |             |
| 1966                                     | 1995          | Julien Maillet     |           | Agriculteur |
| juin 1995                                | mars 2014     | Hubert Thibault    | SE        | Forestier   |
| mars 2014                                | décembre 2015 | Christian Bourgoin | SE        | Retraité    |

## Démographie
En 2021, la commune comptait 113 habitants. Depuis 2004, les enquêtes de recensement dans les communes de moins de 10 000 habitants ont lieu tous les cinq ans (en 2007, 2012, 2017, etc. pour Gémages) et les chiffres de population municipale légale des autres années sont des estimations.
Gémages a compté jusqu'à 573 habitants en 1821. Elle est la commune la moins peuplée du canton du Theil.
| 1793 | 1800 | 1806 | 1821 | 1836 | 1841 | 1846 | 1851 | 1856 |
| ---- | ---- | ---- | ---- | ---- | ---- | ---- | ---- | ---- |
| 541  | 420  | 524  | 573  | 494  | 499  | 472  | 484  | 467  |

| 1861 | 1866 | 1872 | 1876 | 1881 | 1886 | 1891 | 1896 | 1901 |
| ---- | ---- | ---- | ---- | ---- | ---- | ---- | ---- | ---- |
| 491  | 482  | 438  | 421  | 405  | 411  | 375  | 308  | 334  |

| 1906 | 1911 | 1921 | 1926 | 1931 | 1936 | 1946 | 1954 | 1962 |
| ---- | ---- | ---- | ---- | ---- | ---- | ---- | ---- | ---- |
| 304  | 255  | 222  | 236  | 211  | 222  | 188  | 180  | 182  |

| 1968 | 1975 | 1982 | 1990 | 1999 | 2007 | 2011 | 2016 | 2020 |
| ---- | ---- | ---- | ---- | ---- | ---- | ---- | ---- | ---- |
| 151  | 110  | 89   | 96   | 90   | 114  | 121  | 119  | 114  |

## Lieux et monuments
- Église Saint-Martin du XIIe siècle, inscrite au titre des Monuments historiques depuis le 30 octobre 2000[16]. Une peinture monumentale du XVe siècle et une Vierge à l'Enfant du XVIe sont classées à titre d'objets[17].
- Moulin de Gémages.